# Canton de Flers-2
Le canton de Flers-2 est une circonscription électorale française du département de l'Orne créée par le décret du 25 février 2014 et entrée en vigueur lors des premières élections départementales suivant la publication du décret.

## Histoire
Un nouveau découpage territorial de l'Orne entre en vigueur à l'occasion des élections départementales de 2015. Il est défini par le décret du 25 février 2014, en application des lois du 17 mai 2013 (loi organique 2013-402 et loi 2013-403). Les conseillers départementaux sont, à compter de ces élections, élus au scrutin majoritaire binominal mixte. Les électeurs de chaque canton élisent au Conseil départemental, nouvelle appellation du Conseil général, deux membres de sexe différent, qui se présentent en binôme de candidats. Les conseillers départementaux sont élus pour 6 ans au scrutin binominal majoritaire à deux tours, l'accès au second tour nécessitant 12,5 % des inscrits au 1er tour. En outre la totalité des conseillers départementaux est renouvelée. Ce nouveau mode de scrutin nécessite un redécoupage des cantons dont le nombre est divisé par deux avec arrondi à l'unité impaire supérieure si ce nombre n'est pas entier impair, assorti de conditions de seuils minimaux. Dans l'Orne, le nombre de cantons passe ainsi de 40 à 21.
Le canton de Flers-2 est formé de communes des anciens cantons de Flers-Nord (3 communes), de Flers-Sud (2 communes) et de Athis-de-l'Orne (1 commune) et d'une fraction de la commune de Flers. Il est entièrement inclus dans l'arrondissement de Argentan. Le bureau centralisateur est situé à Flers.

## Représentation
| Période élective | Période élective | Mandat | Mandat   | Identité         | Nuance | Nuance | Qualité |
| ---------------- | ---------------- | ------ | -------- | ---------------- | ------ | ------ | --- |
| 2015             | 2021             | 2015   | 2021     | Irène Cojean     |        | PS     | Professeur des écoles retraitée, adjointe au maire de Flers (depuis 2004)                                                                                              |
| 2015             | 2021             | 2015   | 2021     | Gérard Colin     |        | DVG    | Cadre de l’industrie automobile retraité, adjoint au maire de Saint-Georges-des-Groseillers (1989-2020), ancien conseiller général du canton de Flers-Nord (1998-2015) |
| 2021             | 2028             | 2021   | en cours | Stéphane Terrier |        | DVD    | Ancien boulanger-pâtissier, maire de Saint-Georges-des-Groseilliers depuis 2020                                                                                        |
| 2021             | 2028             | 2021   | en cours | Sylvie Thieulent |        | DVD    | Ancienne employée d'hôpital, maire de La Selle-la-Forge |

### Résultats détaillés

#### Élections de mars 2015
À l'issue du 1er tour des élections départementales de 2015, trois binômes sont en ballottage : Irène Cojean et Gérard Colin (Union de la Gauche, 42,01 %), Marie-Noël Lebouleux et Stéphane Terrier (DVD, 31,91 %) et Fabien Guerin et Myriam Maignan (FN, 26,07 %). Le taux de participation est de 51,75 % (5 537 votants sur 10 699 inscrits) contre 54,04 % au niveau départemental et 50,17 % au niveau national.
Au second tour, Irène Cojean et Gérard Colin (Union de la Gauche) sont élus avec 43,06 % des suffrages exprimés et un taux de participation de 53,16 % (2 348 voix pour 5 684 votants et 10 692 inscrits).

#### Élections de juin 2021
Le premier tour des élections départementales de 2021 est marqué par un très faible taux de participation (33,26 % au niveau national). Dans le canton de Flers-2, ce taux de participation est de 33,48 % (3 557 votants sur 10 625 inscrits) contre 34,53 % au niveau départemental. À l'issue de ce premier tour, deux binômes sont en ballottage : Stéphane Terrier et Sylvie Thieulent (DVD, 56,42 %) et Angela Presse et Jérémy Prevost (DVG, 35,22 %).
Le second tour des élections est marqué une nouvelle fois par une abstention massive équivalente au premier tour. Les taux de participation sont de 34,36 % au niveau national, 34,27 % dans le département et 35,94 % dans le canton de Flers-2. Stéphane Terrier et Sylvie Thieulent (DVD) sont élus avec 58,15 % des suffrages exprimés (2 090 voix pour 3 820 votants et 10 630 inscrits),,.

## Composition
Le canton de Flers-2 comprend six communes et une fraction de la commune de Flers :
| Nom                           | Code Insee | Intercommunalité | Superficie (km2) | Population (dernière pop. légale)               | Densité (hab./km2) | Modifier                                    |
| ----------------------------- | ---------- | ---------------- | ---------------- | ----------------------------------------------- | ------------------ | ------------------------------------------- |
| Flers (bureau centralisateur) | 61169      | CA Flers Agglo   | 21,15            | Fraction : 7 461 (2022) Commune : 14 308 (2022) | 677                | modifier les données · modifier les données |
| Aubusson                      | 61011      | CA Flers Agglo   | 3,90             | 396 (2022)                                      | 102                | modifier les données · modifier les données |
| Landigou                      | 61221      | CA Flers Agglo   | 5,36             | 432 (2022)                                      | 81                 | modifier les données · modifier les données |
| Montilly-sur-Noireau          | 61287      | CA Flers Agglo   | 11,03            | 719 (2022)                                      | 65                 | modifier les données · modifier les données |
| Saint-Georges-des-Groseillers | 61391      | CA Flers Agglo   | 7,06             | 3 169 (2022)                                    | 449                | modifier les données · modifier les données |
| Saint-Pierre-du-Regard        | 61447      | CA Flers Agglo   | 9,30             | 1 335 (2022)                                    | 144                | modifier les données · modifier les données |
| La Selle-la-Forge             | 61466      | CA Flers Agglo   | 8,32             | 1 396 (2022)                                    | 168                | modifier les données · modifier les données |
| Canton de Flers-2             | 6114       |                  |                  | 14 908 (2022)                                   |                    | modifier les données                        |

La partie de la commune de Flers intégrée dans le canton est celle située à l'est d'une ligne définie par l'axe des voies et limites suivantes : depuis la limite territoriale de la commune de Saint-Georges-des-Groseillers, rue de la Planchette, rue du Moulin, rue Henri-Veniard, place du Général-de-Gaulle, rue du 6-Juin, rue de Domfront, place du Maréchal-de-Lattre-de-Tassigny, rue de Domfront, ligne de chemin de fer, jusqu'à la limite territoriale de la commune de La Selle-la-Forge.

## Démographie
En 2022, le canton comptait 14 908 habitants, en évolution de −2,31 % par rapport à 2016 (Orne : −3,21 %, France hors Mayotte : +2,11 %).
| 2013   | 2018   | 2022   |
| ------ | ------ | ------ |
| 15 274 | 15 165 | 14 908 |